# شلوار

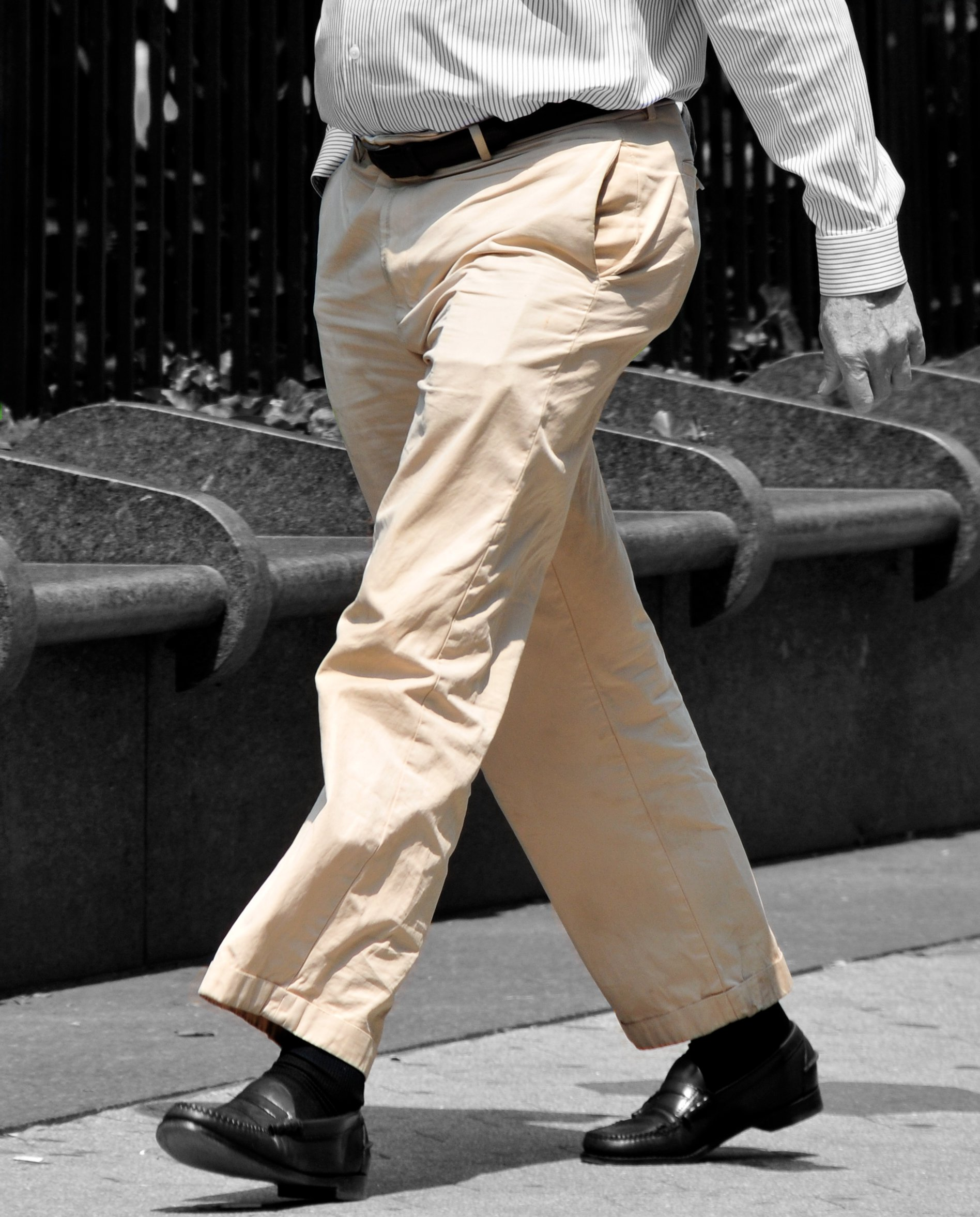
یک مرد که شلوار پوشیده است.

شلوار به نوعی پوشش گفته می‌شود که برای پوشاندن پایین‌تنه به کار می‌رود. شلوار را هم مردان و هم زنان می‌پوشند. شلوار ممکن است جنس‌های مختلفی چون جین یا کتان داشته باشد.

## واژه‌شناسی
این واژه از زبان پارسی میانه شلوار آمده و آن واژه نیز از زبان نیاایرانی šarawāra گرفته شده و در پایان نیز این واژه از زبان نیاهندواروپایی skelo- «پا» + *wero- «پوشاندن» گرفته شده است.

## انواع شلوار
- شلوار جین
- شلوار اسلش
- شلوار نخی
- شلوار کوه‌نوردی
- شلوار کار
- شلوار مجلسی (کت و شلوار)
- شلوار راحتی
- شلوار راسته
- شلوار لوله تفنگی

## تاریخچه
کاربرد شلوار برای نخستین بار در جهان در سده شش پیش از میلاد همزمان با ظهور اسب سواری در ایران در تاریخ ثبت شده است.

## شلوار برای زنان
در بعضی از کشورها پوشیدن شلوار برای زنان ممنوع بوده است.